# Ádánd
Ádánd (középkorban: Adand) község Somogy vármegyében, a Siófoki járásban, a Balaton déli partjától mintegy 15 kilométerre délre. A település festői környezetben helyezkedik el, a Külső-Somogy dombvidékén, nem messze a Siótól, illetve pár km-re Fejér vármegye határától.
Ádánd történelme egészen a középkorig nyúlik vissza, és nevét először az 1200-as években említik írásos források. Az évszázadok során a község többször gazdát cserélt, és a török hódoltság idején is fontos szerepet játszott a környék falvai között.
A község területén található nevezetességek között kiemelendő a Csapody-kastély, az Árpád-kori eredetű hetyei templomrom, illetve a vizeki Tallián család barokk kúriája a 18. század első feléből. A település mezőgazdasági jellege ma is meghatározó, de a 2010-es évektől kezdődően a turizmus is egyre nagyobb szerepet kapott.

## Fekvése
Siófoktól 12 kilométerre délkeletre, a Kis-Koppány patak mellett fekszik. Településszerkezetét tekintve dombvidéki sorfalu.
A közvetlenül határos települések: észak felől Balatonszabadi, északkelet felől Enying, délkelet felől Szabadhídvég, dél felől Nagyberény és Som, délnyugat felől Nyim, nyugat felől Ságvár, észak-északnyugat felől pedig Siójut.

### Megközelítése
Központján a Siómaros és Ságvár közti 6403-as út halad át, így ez a legfontosabb közúti megközelítési útvonala. Nyugati határszélét emellett érinti a 65-ös főút is.
A hazai vasútvonalak közül a Kaposvár–Siófok-vasútvonal érinti, melynek egy állomása van a határai között. Ádánd vasútállomás a belterület nyugati szélén helyezkedik el, nem messze a 6403-as út vasúti keresztezésétől; bekötőútja korábban állami közútként a 64 308-as útszámozást viselte, de a közelmúltban önkormányzati úttá minősítették vissza.

## Története
Ádánd Árpád-kori település. A legrégibb fennmaradt oklevél, mely nevét (Adand alakban írva) tartalmazza, és a települést a Szalók nemzetség családi ágának ősi birtokaként említi, 1265-ben kelt. Ennek az ágnak a sarja Mihály (1232-63), kinek fia Elek, kinek özvegye és fia, János, 1279-ben itteni birtokaikat eladták.
1356-ban Ádándnak már hetivásártartási joga is volt. 1460-ban Ugron Imre, 1536-ban osztopáni Perneszy Imre és Ugron Bernát voltak a földesurai. 1572-ben, a török időkben, az endrédi náhijébe (járásba) tartozott és ekkor hét, 1582-1583-ban pedig 12 adóköteles háza volt. 1665-ben, Perneszy Imre unokája, osztopáni Perneszy János itteni birtokait Salomvári Jánosnak, 1669-ben pedig Vizeki Tallián Gergelynek idegenítette el. 1695-ben Babócsay Ferenczné osztopáni Perneszy Anna Juliánna és osztopáni Perneszi Zsigmond, a korábban említett Perneszy János unokái voltak birtokosai.
A török megszállás alatt teljesen elpusztult. A 17. században, amikor kezdett újra benépesülni, közbirtokossági falu volt. 1715-ben Ádándon csak 11 háztartást írtak össze. 1715-ben Babócsay Ferencz özvegye, 1726-1733-ban a Perneszy család, 1767-ben Tallián János alispán, 1835-ben pedig a zalalövői Csapody család, valamint a vizeki Tallián, a szántói Botka és a Szelestey, majd a Zeke, a nádasi Terstyánszky, a Horváth és a barkóczi Rosty családok voltak a földesurai. 1802. május 24.-én zalalövői Csapody Gábor (1760-1825) 14 ezer forintot fizetett osztályosrokonainak, a boldogfai Farkas család örököseinek, és békés megállapodásra jutott boldogfai Farkas Ferenc (1742-1807) nemesapáti esperessel, tubolyszeghi Tuboly Lászlóval (1756-1828), néhai boldogfai Farkas Erzsébet férjével, és több Farkas testvér-örökössel. Ezzel ténylegesen megvásárolta az osztopáni Perneszy őseitől az akkor még osztatlan, de több családtag tulajdonában lévő ádándi birtokot. Az egyik földbirtokos a 19. század elején vizeki Tallián Boldizsár (1781-1834) somogyi alispán volt.
A hatalmas zalalövői Csapody-féle kastélyt és uradalmát a gyermetkelen zalalővői Csapody Páltól (1808-1859), a Csapody család utolsó férfi tagjától 1856-1857-ben a gróf Wickenburg család vette meg, később pedig a Tallián családé, majd a bálványosi Satzger családé lett.
1812 május elsején a helység országos vásárok tartására is jogot szerzett. 1831-ben kolera pusztított a környéken, 1910 márciusának elején pedig a település 32 háza leégett. A 20. század elején bálványosi Satzger Gézának (1917-1943) volt itt nagyobb birtoka és kastélya is, melyet még Csapody Pál építtetett.

## Közélete

### Polgármesterei
- 1990–1994: Nagy Károly (független)[7]
- 1994–1998: Nagy Károly (független)[8]
- 1998–2002: Nagy Károly (független)[9]
- 2002–2006: Pollák Tibor (független)[10]
- 2006–2010: Pollák Tibor (független)[11]
- 2010–2014: Pollák Tibor (Fidesz-KDNP)[12]
- 2014–2019: Szatmári Kornélia (független)[13]
- 2019–2024: Szatmári Kornélia (független)[14]
- 2024– : Csaba Szilvia (független)[1]

## Népesség
A település népességének alakulása:
| Lakosok száma | 2124 | 2107 | 2125 | 2094 | 2139 | 2120 | 2083 |
|               | 2013 | 2014 | 2015 | 2021 | 2022 | 2023 | 2024 |

A 2011-es népszámlálás során a lakosok 89,3%-a magyarnak, 2,4% cigánynak, 0,9% németnek mondta magát (9,9% nem nyilatkozott; a kettős identitások miatt a végösszeg nagyobb lehet 100%-nál). A vallási megoszlás a következő volt: római katolikus 49,4%, református 15,8%, evangélikus 0,8%, görögkatolikus 0,2%, felekezet nélküli 12% (20% nem nyilatkozott).
2022-ben a lakosság 87,6%-a vallotta magát magyarnak, 2,3% cigánynak, 1,4% németnek, 0,7% ukránnak, 0,1% románnak, 2% egyéb, nem hazai nemzetiségűnek (11,9% nem nyilatkozott; a kettős identitások miatt a végösszeg nagyobb lehet 100%-nál). Vallásuk szerint 35,4% volt római katolikus, 10,2% református, 0,7% evangélikus, 0,4% görög katolikus, 0,2% ortodox, 0,8% egyéb keresztény, 0,9% egyéb katolikus, 12,1% felekezeten kívüli (39,2% nem válaszolt).

## Nevezetességei
- Árpád-kori templom romja (más néven Törökhagyás; romanikus és gótikus stílusú). A templom az egykori Hetye (Ketye) faluban állt, mely további 3 településsel: Pöszével (Pesze), Éliással (Villa Elyas) és Kisfaluddal, valamint egy Sövény nevű birtokkal (Terra Suwen) együtt a mai Ádánd helyén feküdt.
- Csapody-kastély – Csapody Pál építtette 1835-ben, klasszicizáló késő barokk (copf) stílusban. 1946 és 2007 között Mezőgazdasági Szakmunkásképző Intézet működött benne. Jelenleg kihasználatlan.
- Tallián-kúria – A Vizeki Tallián család barokk kúriája a 18. század első feléből. Ma az általános iskola gazdasági épülete.
- Római katolikus templom (barokk stílusú, 1747). Kertjében áll az 1816-ból származó, klasszicista stílusú Immaculata (Szeplőtelen Szűz)-szobor.
- Református templom (késő barokk, 1828).

## Képek

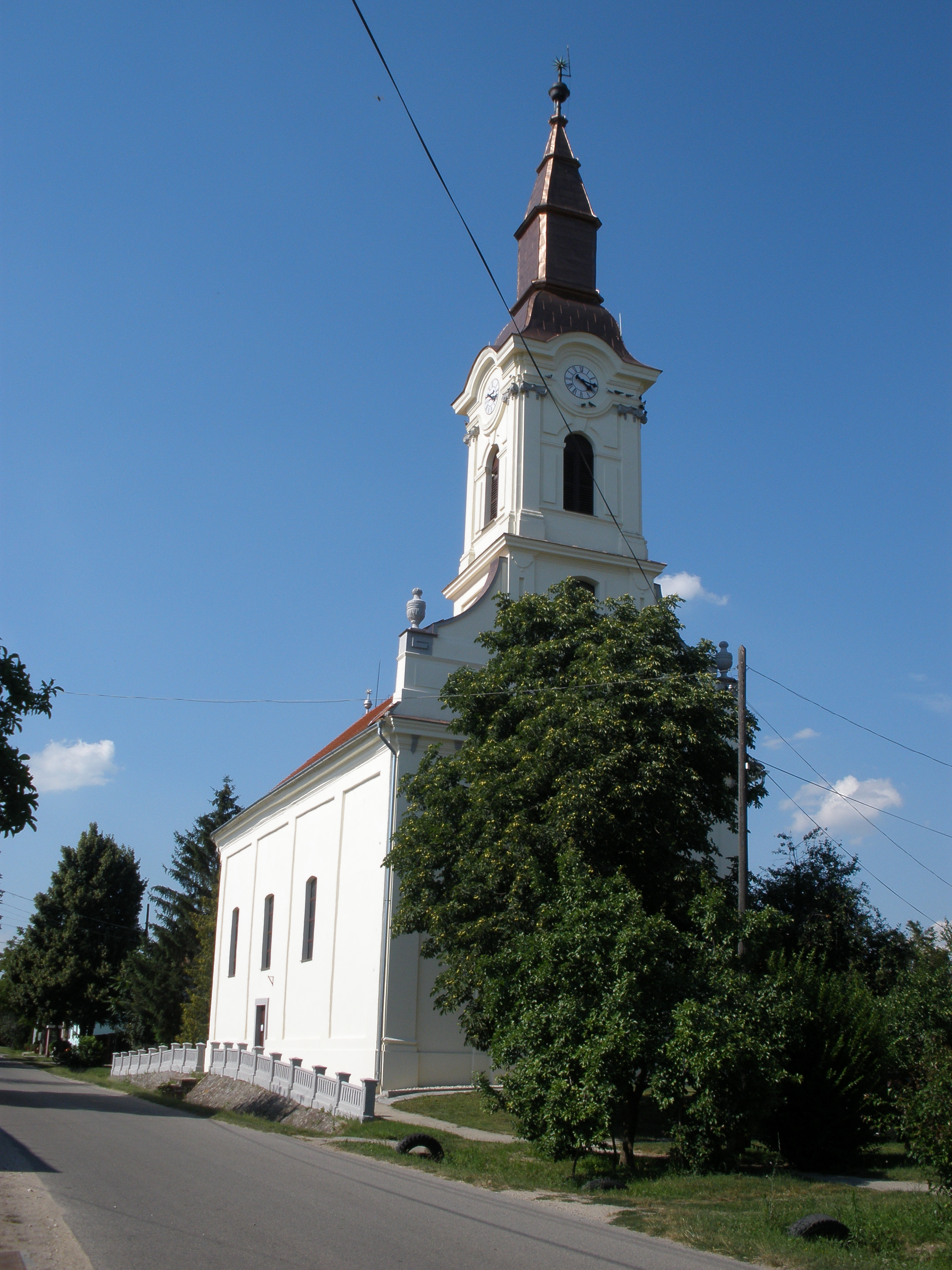
A református templom
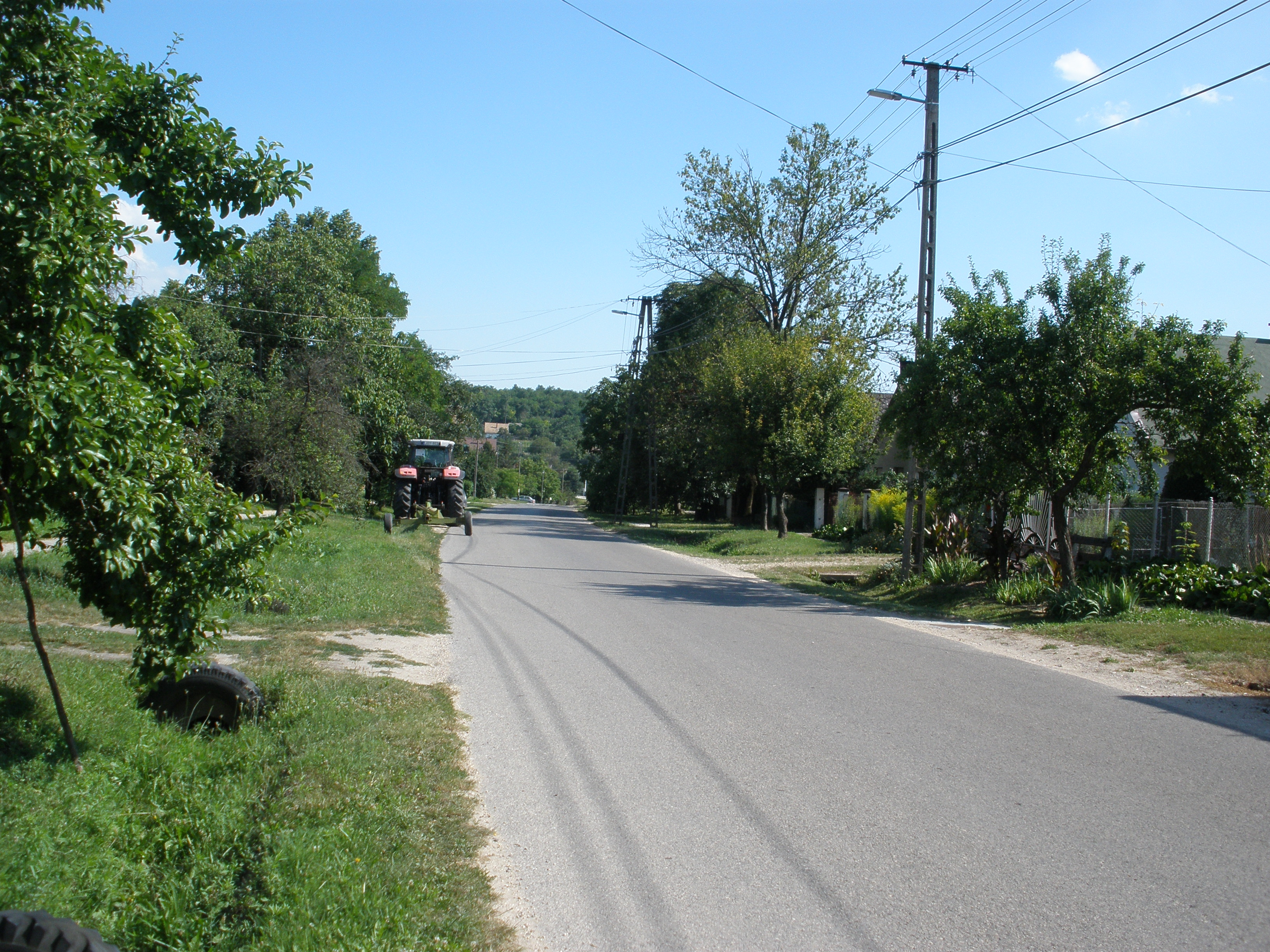
A Kossuth utca déli látképe
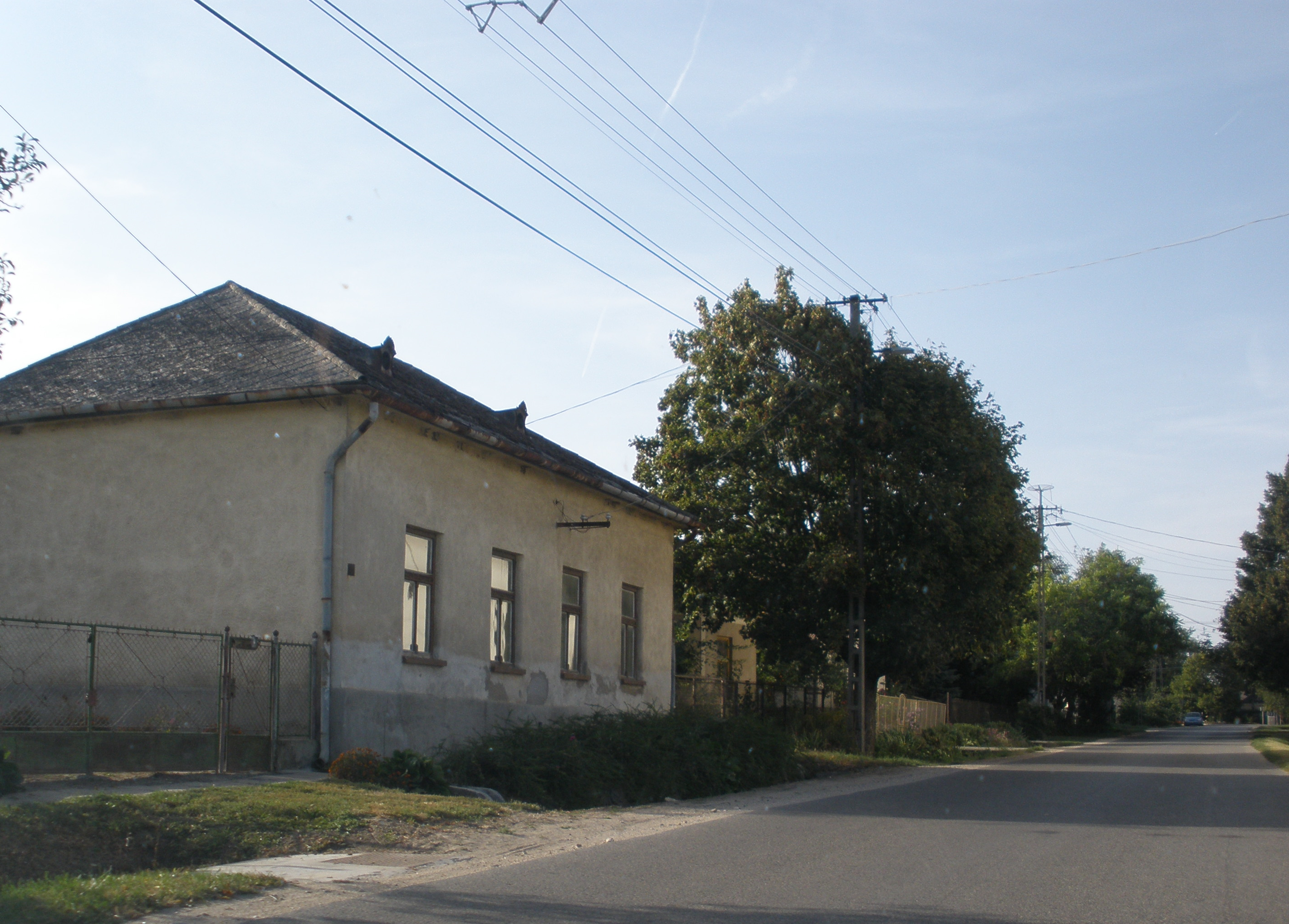
A Kossuth utca látképe
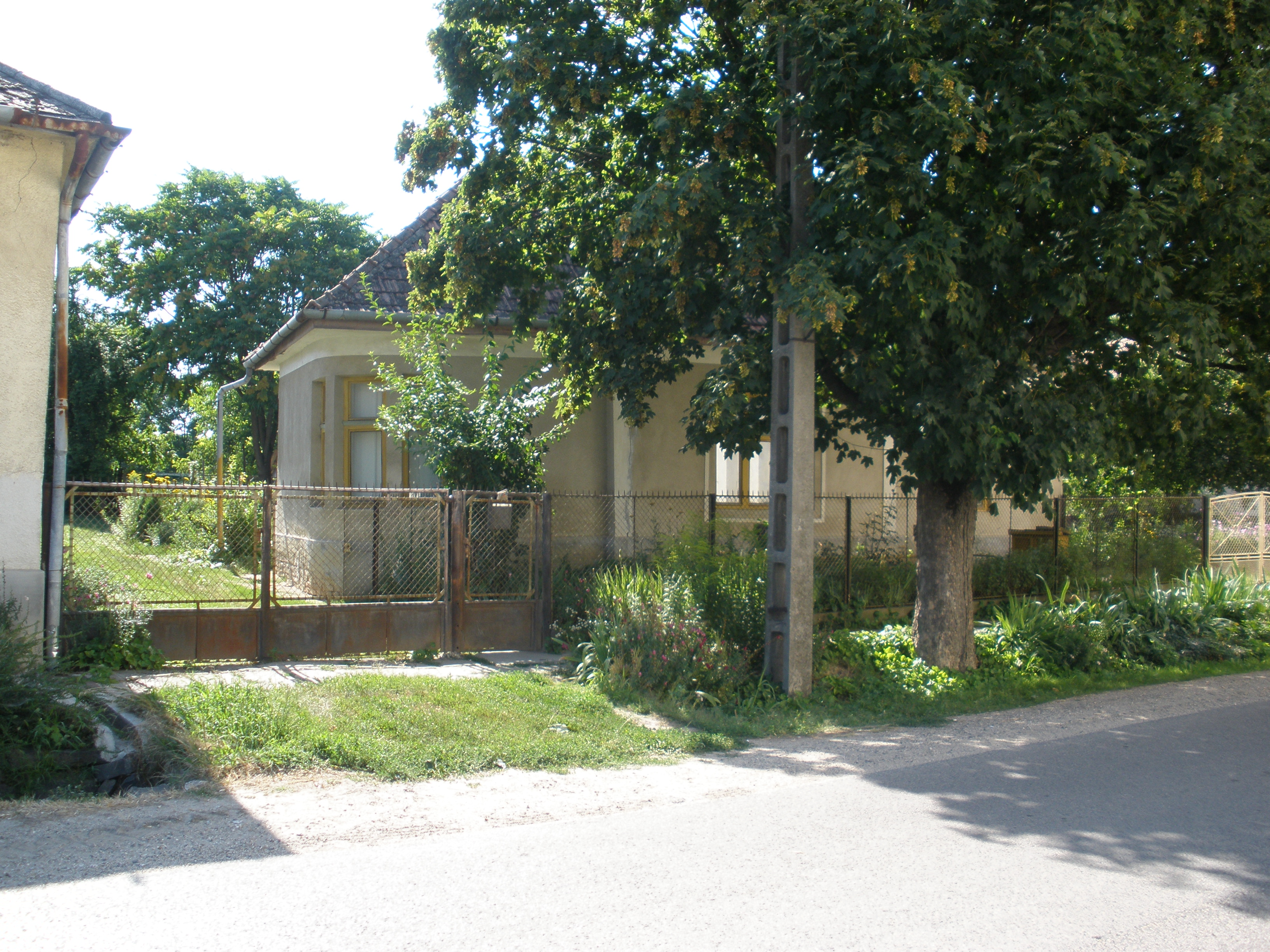
A Kossuth utca 71. szám alatti lakóház 2008-ban
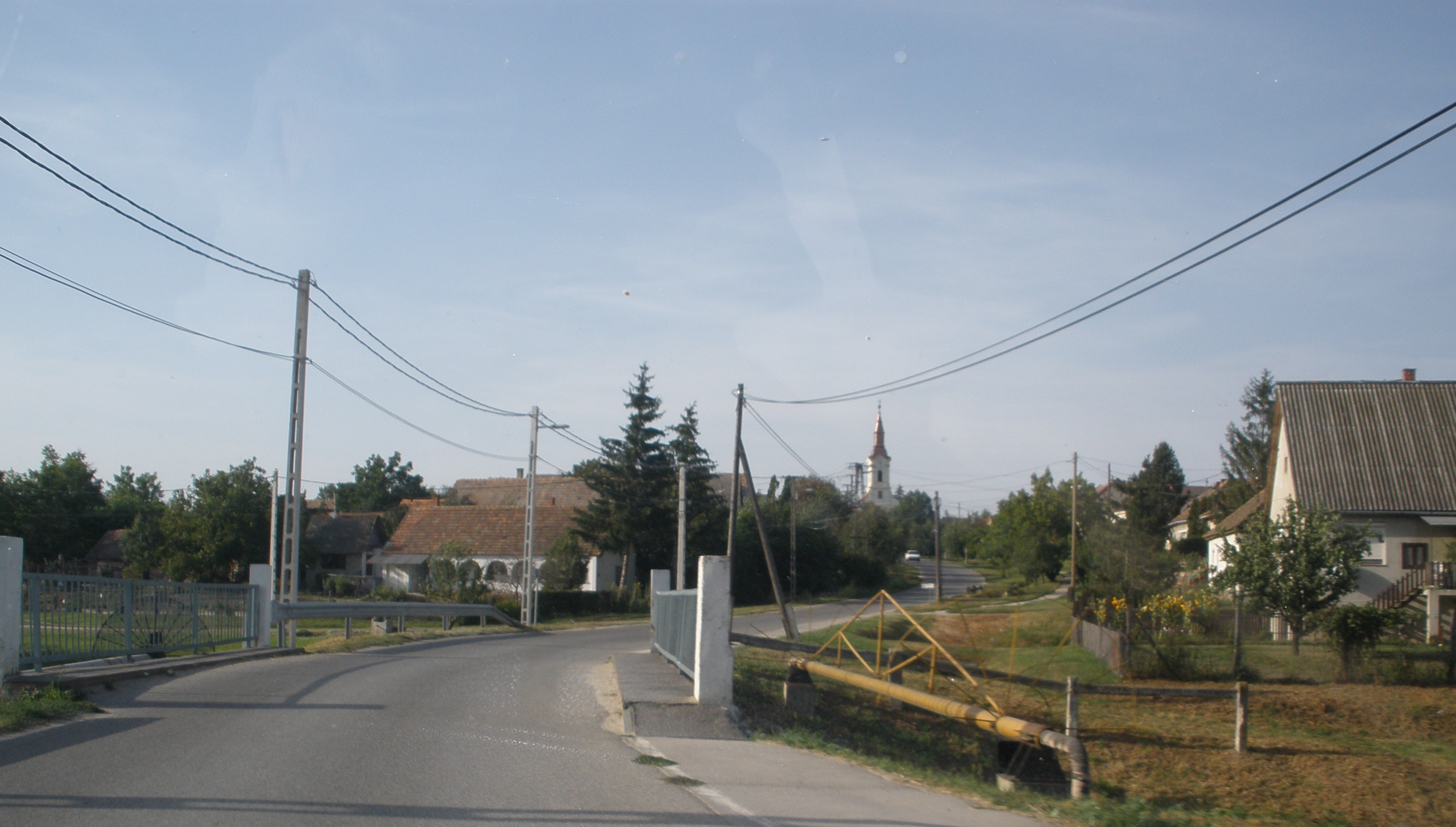
A Kis-Koppány patak hídja